# Paul Bénard
Pour les articles homonymes, voir Bénard.
Paul Julius Bénard, né le 9 décembre 1924 à Saint-Paul (La Réunion) et mort le 2 février 1987 dans la même ville, est un homme politique français.

## Biographie
Né à Saint-Paul, sur l'île de La Réunion, le 9 décembre 1924, il étudie à l'école primaire de Rivière Saint-Louis, puis au lycée Leconte-de-Lisle à Saint-Denis jusqu’à l’obtention d’un baccalauréat de philosophie. Mobilisé en 1944, il est affecté à Madagascar au sein des Forces françaises combattantes puis à Saint-Cyr Coëtquidan, en métropole. À l'issue de la guerre, il reprend ses études à la faculté de pharmacie de Montpellier. De retour à La Réunion avec son diplôme en poche, il crée et gère une pharmacie à Fleurimont, à Saint- Paul, reprise ensuite par son fils Jean-Marc 
Au milieu des années 1960, il décide de s'engager en politique. Désireux de réduire l'influence du Parti Communiste dans l'île, il se présente à l'élection législative partielle du 5 mai 1963 dans la deuxième circonscription de La Réunion. Candidat sous l'étiquette du Mouvement pour la communauté, il ne réunit que 5 008 des 32 463 suffrages exprimés, contre 19 519 à Marcel Vauthier, candidat du Mouvement Républicain Populaire, élu député.
Il se présente ensuite aux élections municipales et est élu maire de Saint-Paul en mars 1965. Il succède ainsi au docteur Roger Serveaux en place depuis 1959.
Il est successivement réélu en 1971, 1977 et 1983, et reste maire de Saint-Paul jusqu'à son décès, en février 1987.
Il transforme considérablement sa commune, la dotant de nombreux équipements structurants: gare routière, médiathèque, écoles, collèges, lycées, gymnases, piscines, stades, parc de loisirs, port de pêche et de plaisance à Saint Gilles.
Les Saint-Paulois lui doivent aussi la sauvegarde du Front de mer. En effet, Pierre Lagourgue élu président de la Région en 1986, avait prévu la construction d’une quatre-voies autour de l’île et en bordure du littoral, en accord avec les services de l’État. Mais Paul Bénard, maire de Saint-Paul, a refusé le passage d’une quatre-voies sur le littoral de sa commune. Il a juste autorisé la construction du contournement de Saint-Gilles les Bains.
Membre du conseil général au titre du canton de Saint-Paul-1 de 1973 à 1979, il y préside la commission des finances. Il est en outre suppléant du député de la deuxième circonscription de La Réunion, Jean Fontaine, de 1968 à 1983.
Fondateur avec Jean Fontaine du Front Militant Départementalise (FMD) en 1981, il déploie ses efforts pour faire, selon le président du Sénat Alain Poher, « de ce concept de département d'outre-mer une réalité. »
C'est dans cette optique qu'il brigue un siège sénatorial devant les grands électeurs réunionnais. Il est élu sénateur le 25 septembre 1983.
Au Palais du Luxembourg, Paul Julius Bénard s'apparente au groupe du Rassemblement Pour la République (RPR).
Par ailleurs, il dénonce en 1985 le projet de loi sur l'évolution de la Nouvelle-Calédonie, texte qui, selon lui, a pour but de préparer l'indépendance du territoire.
Il fonde le Front d’Organisation de Défense des Intérêts de la Réunion (FODIR), avec ses fils Alain et Jean-Marc.
Il meurt le 2 février 1987 à son domicile de Saint-Paul, à l'âge de soixante-trois ans. Paul Moreau, maire et conseiller général de Bras-Panon lui succède au Sénat.

## Hommages
En 1988, le stade Olympique multi-sports, situé au nord de la ville de Saint-Paul, est baptisé Stade Paul-Julius-Benard en mémoire du maire de la ville (1965-1987), également président de la SS Saint-Pauloise dans les années 1980.
L'école primaire de Tan-Rouge, dans les hauts de Saint-Paul, porte son nom.
La tombe de Paul Julius Bénard se trouve au cimetière marin de Saint-Paul.

## Publications
- Les haillons de la danseuse (1974)
- Berceau du Peuplement : Saint-Paul de La Réunion (1985)